# Etty Buzyn
Pour les articles homonymes, voir Buzyn et Wrobel.
Etty Buzyn, née Wrobel en 1935 à Paris, est une psychologue clinicienne et psychanalyste française, spécialisée dans la petite enfance. Elle est l'autrice de plusieurs livres sur la difficulté que rencontrent certains parents à asseoir leur autorité auprès de leurs enfants.

## Biographie
Née à Paris dans une famille juive ashkénaze originaire de Pologne, elle est confiée durant la guerre, avec son frère cadet Georges, à Marie Lacroix (1884 - 1963) à Miribel, dans l'Ain. Marie Lacroix est distinguée Juste parmi les Nations en 1998.
Elle fait ensuite des études de psychologie, puis travaille en service de pédiatrie et de réanimation néonatale à l'hôpital Saint-Vincent-de-Paul à Paris. Elle a une expérience de la thérapie mère-bébé avec Françoise Dolto. Elle fait des conférences et est invitée parfois pour des débats et des émissions sur l'enfance à la télévision. Etty Buzyn  participe[Quand ?] à la Nuit blanche à Paris, où elle présente dans le thème « Téléportations dans une cabine téléphonique », ce qu'elle dessine lors de ses consultations : « Les Traits de l’inconscient ».

## Vie privée
Elle est l'épouse d'Élie Buzyn, chirurgien orthopédique, survivant et témoin de la Shoah. Elle est la mère d'Agnès Buzyn, ancienne présidente du collège de la Haute Autorité de santé, ministre de la Santé et des Solidarités du gouvernement Édouard Philippe, et la belle-mère de Yves Lévy, ancien directeur général de l'INSERM.

## Publications
- Papa, maman, laissez-moi le temps de rêver, Albin Michel, 1999.
- Éduquer à la confiance; en soi, en l'autre, aux autres. À l'école, en famille et dans tout lieu de la vie sociale, avec Denis Gobry, éd. Chronique Sociale, 1999
- Me débrouiller, oui, mais pas tout seul, Albin Michel, 2001
- La Nounou, nos enfants et nous; le guide, Albin Michel, 2005
- Je t'aime donc je ne céderai pas !, Albin Michel, 2009
- Quand l'enfant nous délivre du passé, Odile Jacob, 2011.